# ホーマー・ホイト
ホーマー・ホイト（Homer Hoyt, 1895年 - 1984年）は、アメリカ合衆国の土地経済学者、不動産鑑定人、不動産コンサルタント。ホイトは、その長い活動期間を通して、土地経済学の分野を新たに切り開き、近隣住区や住宅市場の分析に大きな影響を与えたアプローチを開発し、局地的な地域経済分析の手法を洗練させ、第二次世界大戦後の数十年間に及んだ郊外ショッピングセンターの発展にも重要な役割を果たした。ホイトが提唱した都市の土地利用におけるセクター・モデル(Sector model)は、彼の都市研究分野における貢献として、今日でもよく知られている。

## 経歴
ホイトは、カンザスシティ近郊で、母子家庭に育った。母親は、当時はまだ少なかった大学教育を受けていた女性であった。
ホイトはカンザス大学に学び、18歳で学部を卒業し、学士号(BA)と修士号(MA)を授与され、優秀な学生のみが参加を許されるファイ・ベータ・カッパ・ソサエティの会員の証である鍵を獲得した。1918年には法務博士(J.D.)、1933年には経済学で博士号(Ph.D.)を、いずれもシカゴ大学から授与された。1918年から1933年にかけて、ホイトは、経済学、商法、会計学などを、あちこちのカレッジで教えた。
ホイトは1925年からシカゴで不動産ブローカーやコンサルタントとしての仕事をはじめ、自らも不動産への投資を行っていたが、1929年の大恐慌とそれに続く大不況によって損失を被ったことがきっかけで、地価と経済の関係に関心を寄せるようになった。シカゴ大学に提出された学位論文の題目は「シカゴにおける地価の百年」といい、この研究をきっかけに、やがてホイトは不動産コンサルタントとして仕事をする数多くの機会に恵まれるようになった。1934年には、連邦住宅局に、主任住宅エコノミストとして参加し、その後は、客員教授としてマサチューセッツ工科大学(MIT)やコロンビア大学で教え、1946年にはコンサルティング事務所を開設した。ホイトは、郊外ショッピングモールの開発に特化した不動産開発のコンサルティングと、経済分析を活発に続けた。ホイトはまた、自らも不動産投資を行い、そこから得た資金で、非営利組織ホーマー・ホイト研究所を設立した。

## 業績
ホイトの重要な業績は、5つの分野に及んでいる。第1に、ホイトは地価の歴史的分析に、一次資料とマッピングのテクニックを用いた新しいアプローチを開発した。
第2に、ホイトは連邦住宅局(FHA)在職時に、この手法を近隣住区の活力の評価に応用し、行政による介入の戦略を立案した。ホイトのアプローチは、多数の要因（住居の状態、交通アクセス、非白人人口比率など）をマッピングして多層に重ねていくものであった。この手法によってFHAは、各近隣住区がそれぞれもっている、住宅ローンの貸し手側にとってのリスクを、評価できるようになった。この手法は、住宅所有者資金貸付会社 (HOLC) によっても用いられ、貸し手側が使用する居住安全地域地図 (Residential Security Area maps) が作成されるようになった。当時は、人種の雑居が進んだ住区は不安定と考えられていたため、こうした住区の物件への貸し付けに対する貸し手の側の姿勢は「赤線引き (red-lining)」と称されるようになった。これは、高リスクの近隣住区が、地図では赤線で表現されていたことに由来していた。この作業を通して、都市形態学においてアーネスト・バージェスが提示した同心円モデルに代わる、セクター理論が形成されていったのである。
第3に、ホイトは特化係数を用いた立地指数の手法を洗練させ、地方自治体や州政府が、経済活動のベーシック/ノンベーシックな雇用の構成から、潜在的な人口増加を評価できるようにした。第4に、ホイトはショッピングセンターの収益見込みの分析や、立地候補地の評価に長けており、この方面では全米一のコンサルタントと評価された。最後に、ホイトは頻繁に、都市開発について文章を書いており、この方面での最も初期の文章を残している。
ホイトはコンサルタントであっただけでなく、不動産鑑定、土地経済、不動産分析といった業務の発展にも大いに貢献した。ホイトとアーサー・ウェイマー(Arthur Weimer)との共著による教科書『Principles of Real Estate』は7版を重ねた。ホイトはまた、様々な学術雑誌に論文を発表した。ホイトの活動は、the Homer Hoyt Institute（ホーマー・ホイト研究所）によって継承され、不動産研究への支援や、Weimer School Fellow（ウェイマー校フェロー）への高等研究機会の提供、不動産実務教育の支援などが行われている。

## ホーマー・ホイト研究所
ホイトは、先駆的な理論を提起しただけではなく、学術的研究に大いに関わっていた。ホイトの望みは、双方にとって豊かな実りを得られるような形で学界と業界を結びつけることにあった。この目標のために、ホイトは1967年に、ホーマー・ホイト研究所の創設を決断した。ホイトはフロリダ州にもっていた資産を売却し、その資金を、35大学のコンソーシアムの一環としてアメリカン大学におかれた不動産研究部門の支援に充てた。これは後に、ホイトの親友であり、不動産研究の教科書の共著者であった、インディアナ大学経営大学院学頭アーサー・M・ウェイマー（1910年 - 1987年）の名を冠した高等研究組織の創設へと繋がっていった。2009年1月現在、ホーマー・ホイト研究所は不動産研究や関連分野において活躍するアメリカ合衆国内外の120人以上の研究者に、ウェイマー校フェローの地位を認定している。ウェイマー校を指導する the Advanced Studies Institute（高等研究所）は、創設時から25年にわたってホーマー・ホイト研究所の代表を務めたモーリー・セルディン(Maury Seldin)博士が引退した際に、the Maury Seldin Advanced Studies Institute in Real Estate and Land Economics（モーリー・セルディン不動産土地経済高等研究所）と改称された。
ホーマー・ホイト・インスティテュートの顧問はホイト・フェローと称されるが、これは、もっぱら研究者が選ばれるウェイマー校フェローに対して、業界を代表する立場の有力者たちが選ばれる。ホーマー・ホイト・インスティテュートはまた、不動産業界でのキャリアを目指す学生の研修のために、the Hoyt Institute for Real Estate（ホイト不動産研究所）を設立している。
こうした様々な研究教育組織はホイト・グループ (Hoyt Group) と総称されている。

## 主な著作
- According to Hoyt; Fifty Years of Homer Hoyt / Articles on law, real estate cycle, economic base, sector theory, shopping centers, urban growth, 1916-1966. [Washington, D.C., 1966]
- Autobiography of Homer Hoyt; Michael Hoyt and Jean Hoyt. No city: photocopy, 2005. Available at Avery Library, Columbia University.
- "More Than Sector Theory: Homer Hoyt's Contributions to Planning Knowledge," Journal of Planning History 6, 3 (2007):248-271 by Robert Beauregard.
- The Structure and Growth of Residential Areas in American Cities; Homer Hoyt. Washington DC: Federal Housing Administration, 1939.
- One Hundred Years of Land Values in Chicago; Homer Hoyt. New York : Arno Press, 1970, [c1933]